# Technische und organisatorische Regeln für Betreiber und Benutzer von Netzen
Abgekürzt als TOR werden die Technische und organisatorische Regeln für Betreiber und Benutzer von Netzen in Österreich bezeichnet. Diese regeln die Interoperabilität der Netznutzung in der elektrischen Energietechnik zwischen Netzbetreibern und Netzbenutzern.

## Anwendungszwang und Veröffentlichung
Die TOR ist ein in Österreich zwingend anzuwendendes, mehrteiliges, umfassendes technisches und organisatorisches Regelwerk für Betreiber und Benutzer von öffentlichen elektrischen Energienetzen, welches aufgrund des § 22 Abs. 2 Energie-Control-Gesetz von der Energie-Control Austria für die Regulierung der Elektrizitäts- und Erdgaswirtschaft in Zusammenarbeit mit den Netzbetreibern erarbeitet wurde. Das Regelwerk steht auf der Website der Energie-Control GmbH zur freien Verfügung. Diese Version gilt jeweils als authentische Fassung der TOR und für den Inhalt verantwortlich ist die Energie-Control Austria für die Regulierung der Elektrizitäts- und Erdgaswirtschaft.

## Grundlage und Ziele
Die TOR sind auf das Regelwerk anderer europäischer Netzbetreiber  (nationale Grid-Codices) und auf die Regeln und die Betriebsphilosophie der UCTE abgestützte Bestimmungen, die nationale österreichische Besonderheiten beinhalten.
Ziele sind
- eine angemessene Versorgungssicherheit;
- einen weitgehend störungsfreien Verbundbetrieb, also die Interoperabilität von Erzeugungsanlagen, Übertragungs- und Verteilernetzen, sowie von Anlagen von Netzbenutzern unter Wettbewerbsbedingungen;
- die technische Bewältigung von Transportdienstleistungen (TDL) im ungestörten Betriebszustand wie auch im einfachen Störungsfall;[4]
- eine geeignete und verlässliche Plattform für den liberalisierten Transport von elektrischer Energie über die Verbundnetze;

zu gewährleisten bzw. sicherzustellen.

## Gliederung
Die TOR gliedern sich in mehrere Teile und Unterabschnitte bzw. Anhänge in verschiedenen Versionen und werden dem technischen Stand angepasst und ständig erweitert:
- Teil A (Allgemeines, Begriffsbestimmungen, Quellenverweis)
- Teil B (Technische Regeln für Netze mit Nennspannung ≥ 110 kV)
  - Anhang C (VEÖ Empfehlungen für die Datenweitergabe zwischen Netzbetreibern)
- Teil C (Technische Regeln für Netze mit Nennspannung < 110 kV)
- Teil D (Besondere technische Regeln)
  - Teil D, Hauptabschnitt D1 (Netzrückwirkungsrelevante elektrische Betriebsmittel)
  - Teil D, Hauptabschnitt D2 (Richtlinie für die Beurteilung von Netzrückwirkungen)
  - Teil D, Hauptabschnitt D3 (Tonfrequenz-Rundsteuerung)
  - Teil D, Hauptabschnitt D4 (Parallelbetrieb von Erzeugungsanlagen mit Verteilernetzen)
- Teil E (Technische Maßnahmen zur Vermeidung von Großstörungen und Begrenzung ihrer Auswirkungen)
- Teil F (Technische Regeln für Zählwerterfassung und Zählwertübertragung)